# Conniella
Conniella is een monotypisch geslacht van straalvinnige vissen uit de familie van lipvissen (Labridae).

## Soort
- Conniella apterygia Allen, 1983